# Torrent de les Llagunes
El Torrent de les Llagunes és un corrent fluvial afluent per la dreta del Mosoll, a la Vall de Lord
Neix a 1.729 msnm a uns 35 metres al NW de Les Collades, a les Valls de la Pedra i a pocs metres de la frontera amb el terme municipal de Guixers. De direcció predominant E-W, transcorre pel sud de l'Obaga Negra escolant-se per entre les masies del Planàs (uns 90 metres al nord) i de Cal Jepó (uns 190 metres al sud) i desguassa al Mosoll a 1.319 msnm a uns 100 metres al sud de la Maçana.
Excepte els 600 metres finals del seu curs, la resta forma part del territori integrat en el Pla d'Espais d'Interès Natural (PEIN) de la Generalitat de Catalunya i més concretament en l'espai de la Serra del Verd. Tot el seu recorregut el realitza pel terme municipal de la Coma i la Pedra.

## Xarxa hidrogràfica
La xarxa hidrogràfica del Torrent de les Llagunes està integrada per un total de cinc cursos fluvials. Tres d'ells són subsidiaris de primer nivell de subsidiarietat i ú ho és de segon nivell. La totalitat de la xarxa suma una longitud de 4.279 m.